# Pölla
Pölla osztrák mezőváros Alsó-Ausztria Zwettli járásában. 2019 januárjában 926 lakosa volt.

## Elhelyezkedése

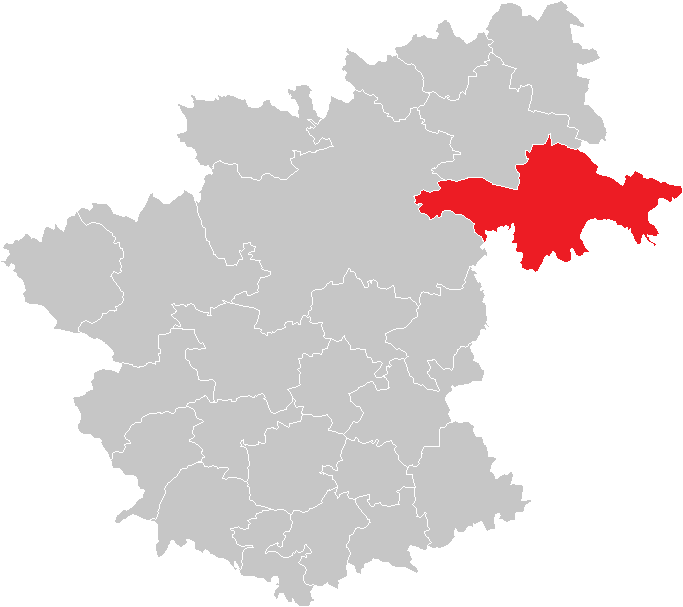
Pölla a Zwettli járásban

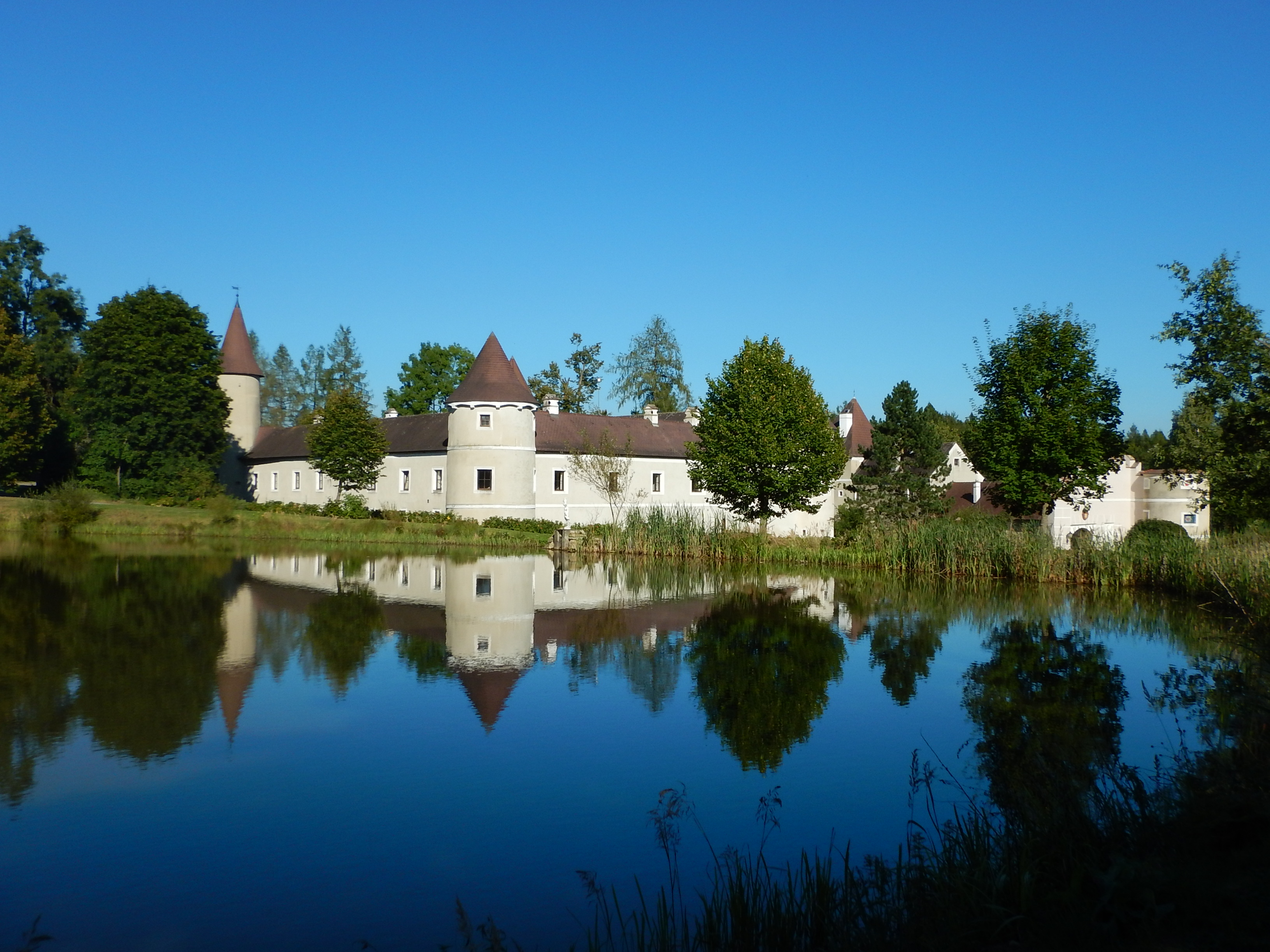
A waldreichsi kastély

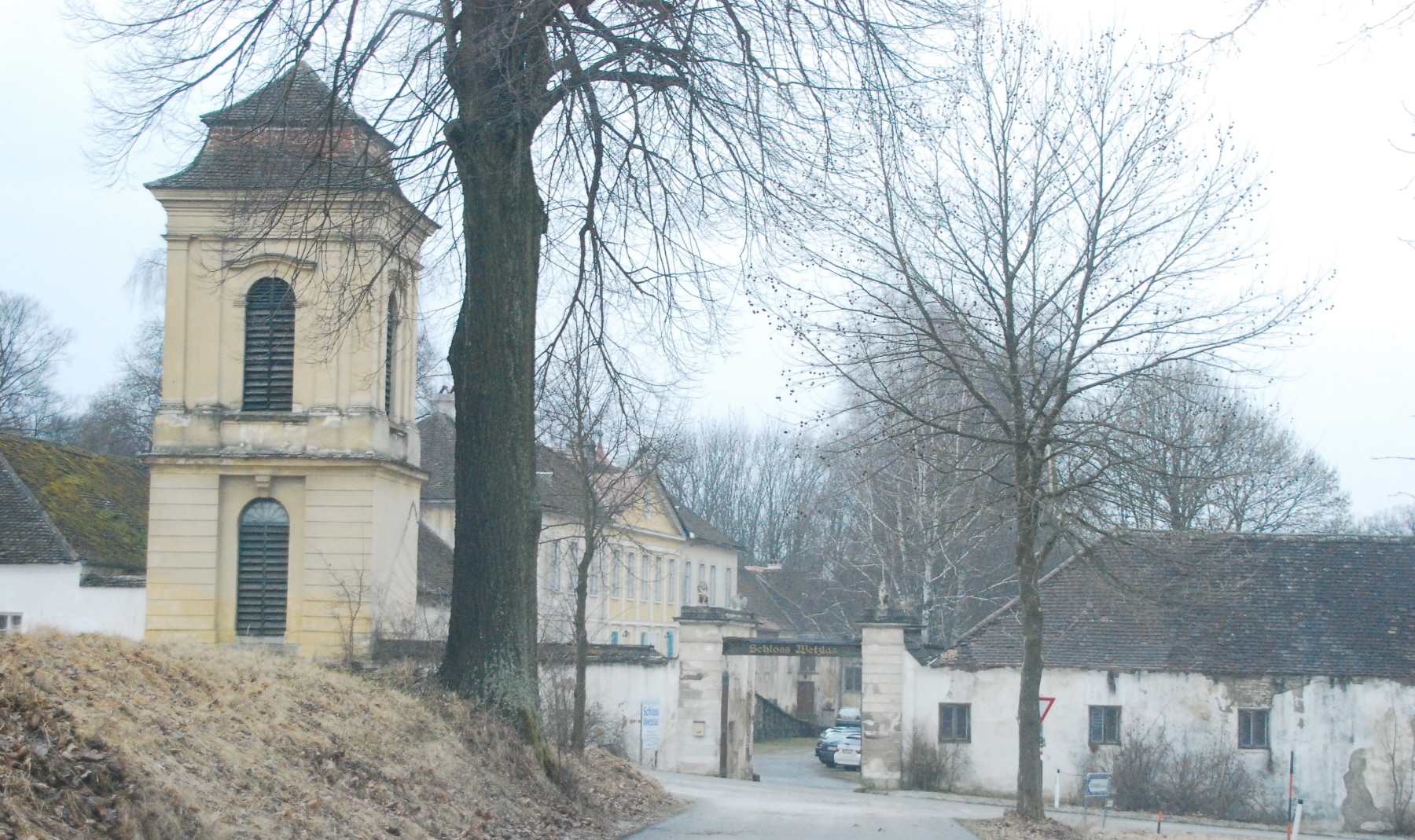
A wetzlasi kastély

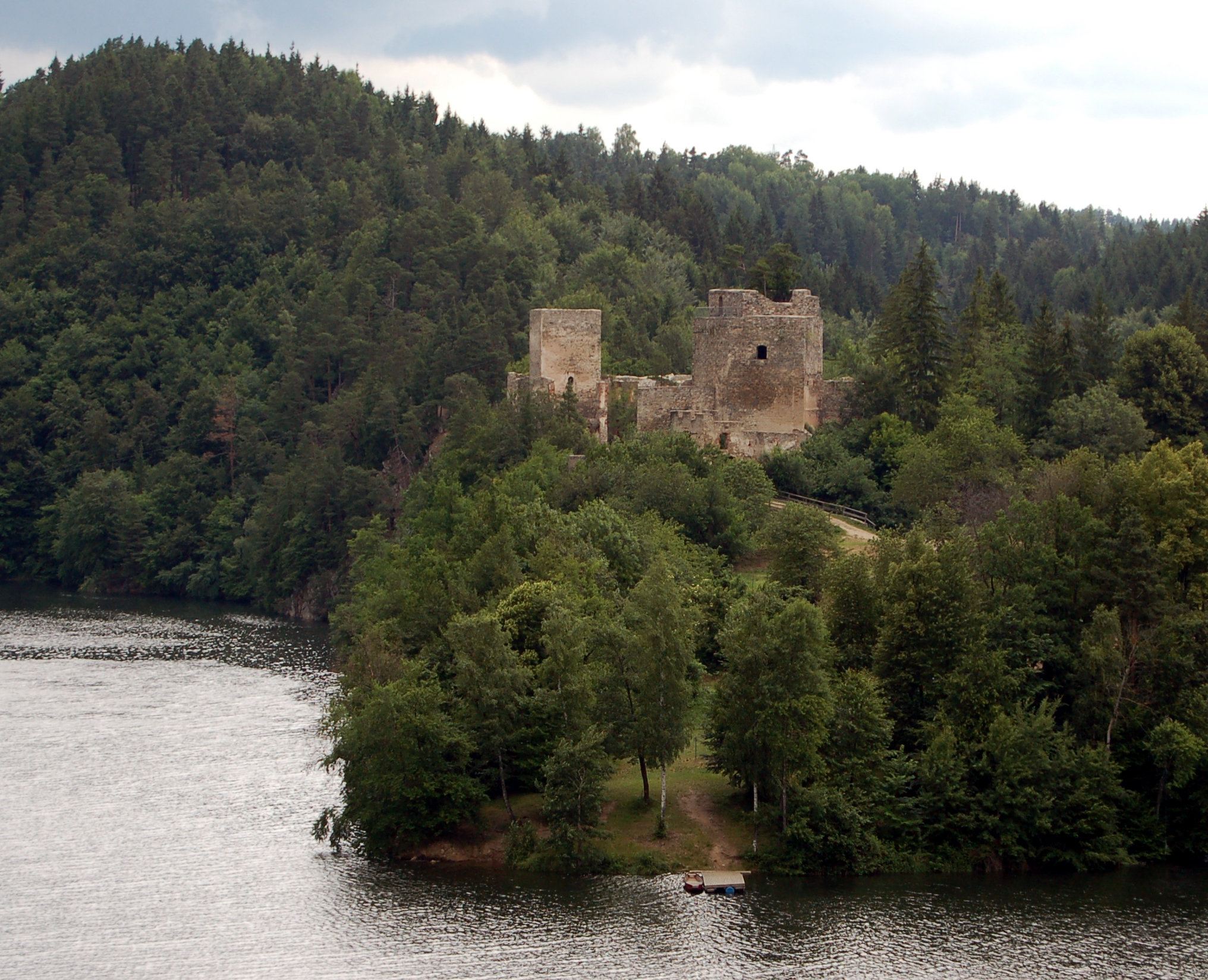
Dobra várának romjai

Pölla Alsó-Ausztria Waldviertel régiójában fekszik. Déli határát nagyrészt a Kamp folyó, illetve annak víztározója, a Dobrastausee alkotja. Területének 46%-a erdő. Az önkormányzat 15 településrészt és falut egyesít: Altpölla (156 lakos 2019-ben), Döllersheim (0), Franzen (116), Kienberg (21), Kleinenzersdorf (27), Kleinraabs (21), Krug (41), Neupölla (238), Nondorf (62), Ramsau (33), Reichhalms (26), Schmerbach am Kamp (65), Waldreichs (2), Wegscheid am Kamp (79) és Wetzlas (39). A kataszteri közösségek Altpölla, Brugg, Dobra, Döllersheim, Eichhorns, Felsenberg, Franzen, Heinreichs, Kienberg, Kleinenzersdorf, Kleinmotten, Kleinraabs, Krug, Loibenreith, Mestreichs, Neupölla, Niederplöttbach, Nondorf, Ramsau, Reichhalms, Riegers, Schmerbach am Kamp, Schwarzenreith, Söllitz, Strones, Thaures, Waldreichs, Wegscheid am Kamp és Wetzlas.
A környező önkormányzatok: nyugatra Zwettl, északnyugatra Allentsteig, északkeletre Röhrenbach, keletre Altenburg, délkeletre Sankt Leonhard am Hornerwald.

## Története
Altpölla a Waldviertel egyik legrégebbi egyházközsége. A települést feltehetően a 11. század végén alapították, esetleg valamivel korábban. Első írásos említése 1132-ből származik. 1135-ben Pölla és még tizenkét másik község esetében a passaui püspök átruházta a tizedszedési jogot III. Lipót őrgrófnak. A Zwettl és Horn közötti, keresztútnál fekvő település kezdetben az őrgróf (később herceg), 1297-től pedig a Maissau család tulajdonában volt. 
Az altpöllai egyházközségből később 15 másik egyházközség önállósodott, elsőnek az allentsteigi. Mária mennybevételének szentelt temploma a 12. század közepén épült; 1300 körül kápolnával, a 14. században gótikus szentéllyel és oldalhajókkal toldották meg. Feltételezik egy altpöllai erőd vagy kisebb vár létét, amely a mai plébánia helyén állt volna. A mai épület a 16. században készült reneszánsz stílusban, de megjelenésében a későbbi átépítések ellenére még mindig erődszerű. Bár Altpölla megtartotta egyházi jelentőségét, a gazdasági tevékenység fokozatosan a később alapított és 1297-ben mezővárossá nyilvánított Neupöllába tevődött át. 1427-ben a husziták dúlták fel a vidéket, a harmincéves háborúban pedig császári, bajor és svéd csapatok fosztogattak (1619, 1620, 1645).
Az addig önálló Altpölla, Franzen, Neupölla, Ramsau és Schmerbach am Kamp 1968-ban Pölla néven egyesültek. 

## Lakosság
A pöllai önkormányzat területén 2019 januárjában 926 fő élt. A lakosságszám 1971 óta csökkenő rendenciát mutat. 2016-ban a helybeliek 96,7%-a volt osztrák állampolgár; a külföldiek közül 0,4% a régi (2004 előtti), 2,9% az új EU-tagállamokból érkezett. 2001-ben a lakosok 97%-a római katolikusnak, 0,8% pedig felekezeten kívülinek vallotta magát. Ugyanekkor egy magyar élt a mezővárosban.
A lakosság számának változása:

| 2016 | 950 |
| 2018 | 939 |

## Látnivalók
- az altpöllai Mária mennybevétele-plébániatemplom
- az altpöllai plébánia
- a waldreichsi kastély
- a wetzlasi kastély
- Dobra várának romjai
- Schauenstein várának romjai
- a döllersheimi templom

## Híres pöllaiak
- Alois Hitler (1837–1903) Adolf Hitler apja

## Fordítás
- Ez a szócikk részben vagy egészben  a   Pölla című német Wikipédia-szócikk ezen változatának fordításán alapul.  Az eredeti cikk szerkesztőit annak laptörténete sorolja fel. Ez a jelzés csupán a megfogalmazás eredetét és a szerzői jogokat jelzi, nem szolgál a cikkben szereplő információk forrásmegjelöléseként.